# Споменик Партизану-борцу
|  | Овај чланак је део чланка о Споменицима посвећеним Народноослободилачкој борби 1941—1945. |

Споменик Партизану-борцу је монументални спомен-комплекс на брду Горица у граду Подгорици. Свечано је отворен 1957. године, а његови аутори су архитекта Војислав Ђокић и вајар Драго Ђуровић. У компексу је сахрањено 97 народних хероја.

## Историја
Споменик је свечано отворен 13. јула 1957. године, на Дан устанка народа Црне Горе, уз пригодну свечаност и присуство великог броја државних функционера и грађана Подгорице. Спомен-комплекс је током раздобља социјалистичке Црне Горе био централно место обележавања тадашњих државних празника и годишњица. Поред маузолеја, млади регрути Југословенске народне армије полагали су војничку заклетву, а новим Титовим пионирима уручиване су црвене мараме. Маузолеј је био симбол Титограда и налазио се на грбу града.
И данас приликом најважнијих црногорских државних празника, државне и градске, те борачке и политичке делегације, полажу венце у знак поштовања према палим борцима НОР-а.

## Опис
Конкурс за изградњу спомен-комплекса освојили су архитекта Војислав Ђокић и вајар Драго Ђуровић. Ђокић је био аутор комплекса, односно прилаза маузолеју и самог маузолеја, а Ђуровић је израдио огромне скулптуре два борца (каријатиде) који се налазе на улазу у крипту. Маузолеј, каријатиде и цео споменички комплекс (степениште и ограда) израђени су од црногорског белог гранита.
У крипти се налазе посмртни остаци 97 бораца и народних хероја Југославије, погинулих током Народноослободилачког рата 1941–1945. године. Унутрашњост крипте обложена је плочицама на којима су исписана имена сахрањених бораца. У централном делу крипте, на зиду, стоји натпис „Они су вољели слободу више од живота“. На стубу лево од зида, стоји натпис: „У Народноослободилачкој борби од 1941 до 1945. године пало је 6780 бораца и руководилаца из Црне Горе“, а на стубу десно од зида стоји натпис: „... а 7479 синова и кћери црногорског народа убили су фашистички окупатори и домаћи издајници“.

## Народни хероји сахрањени у гробници
Неки од 97 бораца и народних хероја, сахрањених у крипти, су:
| - Рифат Бурџовић Тршо - Радуле Радуловић - Радомир Митровић - Радуле Јеврић | - Томаш Жижић - Филип Јанковић - Бошко Јанковић - Блажо Јоша Орландић | - Василије Ђуровић Вако - Вуксан Ђукић - Василије Вујачић - Војислав Грујић | - Вукосав Божовић - Вељко Радуловић - Ђорђина Врбица - Ђоко Прелевић |